# Muntele Dachstein
Muntele Dachstein  este muntele cel mai înalt din masivul Dachstein. Muntele are două vârfuri:
- „Hohe Dachstein” cu altitudinea de 2.995 m deasupra n.m. el fiind piscul cel mai înalt din landurile Austria Superioară și Steiermark.
- „Niedere Dachstein” (2.934 m), se află la 400 de m spre sud de „Hohe Dachstein”

## Date geografice
Muntele Dachstein este pe locul doi în Alpii Calcaroși de Nord ca înălțime după Parseierspitze (3.036 m). Datorită înălțimii și frumuseții peisajelor alpine, muntele începând cu secolul XIX a fost o atracție turistică pentru alpiniști și amatorii de drumeție. O perioadă de timp a fost considerat Grimming (2.351 m) muntele cel mai înalt din Steiermark. Versantul de sud al muntelui este renumit prin pereții verticali din calcar roșu ce ating 1000 m înălțime ( Dachsteinkalk).